# Fritz Wehrmann (Politiker)
Fritz Wehrmann (* 1. Juni 1927 im Gebiet des heutigen Wuppertal; † 17. Juli 2003) war ein deutscher Verwaltungsdirektor und Politiker (SPD). Er war Mitglied der Bremischen Bürgerschaft.

## Biografie

### Ausbildung und Beruf
Wehrmann lernte von 1942 bis 1945 den Beruf eines Industriekaufmanns. Nach dem Krieg übte er verschiedene Tätigkeiten aus. Von 1948 bis 1950 war er als Angestellter in einem Steuerberatungsbüro beschäftigt und von 1950 bis 1956 als Helfer in Steuersachen in Erkelenz, Stuttgart und Bremen. Seit 1956 war er Verwaltungsdirektor der Roland-Klinik in Bremen.

### Politik
Wehrmann beantragte am 29. Januar 1944 die Aufnahme in die NSDAP und wurde zum 20. April desselben Jahres aufgenommen (Mitgliedsnummer 9.820.865). Nach dem Krieg wurde er Mitglied der SPD.
Er war von 1967 bis 1975 rund acht Jahre lang Mitglied der Bremischen Bürgerschaft und in verschiedenen Deputationen der Bürgerschaft tätig.